# Henry Onyekuru
Henry Chukwuemeka Onyekuru (Onitsha, 5 giugno 1997) è un calciatore nigeriano, attaccante del Gençlerbirliği.

## Caratteristiche tecniche
Attaccante esterno sinistro di piede destro, abile nel giocare nello stretto, veloce e tecnico, ha ricoperto vari ruoli a centrocampo prima di essere impiegato stabilmente in attacco. Il suo modello è Thierry Henry.

## Carriera

### Club

#### Eupen
Nel 2015 entra nel settore giovanile dell'Eupen, club belga militante in seconda divisione. L'esordio in prima squadra avviene il 5 settembre nella partita pareggiata 2-2 contro il Dessel Sport. Il 13 febbraio 2016 mette a segno i primi gol da professionista, siglando una doppietta nel 3-1 all'Heist. Si ripete la settimana seguente con un'altra doppietta al Patro Eisden. Chiude il campionato con 6 reti e l'Eupen conquista la promozione in massima serie.
Il 30 luglio 2016 debutta in Pro League nella pesante sconfitta (3-0) rimediata sul campo dello Zulte Waregem. Il 13 agosto, alla terza giornata di campionato, realizza il gol decisivo nel successo in trasferta (2-1) contro il Westerlo. I buoni numeri del campionato (12 reti in 28 presenze) sono migliorati nei play-off, dove realizza ben 10 gol in altrettante partite.

#### Everton, Anderlecht e Galatasaray
Il 30 giugno 2017 è acquistato dagli inglesi dell'Everton, con i quali firma un contratto di cinque anni. Il giocatore è contestualmente girato in prestito all'Anderlecht. Debutta il 22 luglio nella Supercoppa vinta contro lo Zulte Waregem, subentrando nel corso del secondo tempo a Stanciu. L'8 settembre segna i primi due gol in Pro League con la maglia dell'Anderlecht, contribuendo alla vittoria (3-2) sul Lokeren. Il 12 settembre gioca la sua prima partita in Champions League, prendendo parte alla trasferta in Germania persa 3-0 contro il Bayern Monaco. Chiude la stagione con 10 gol, di cui uno in Coupe de Belgique.
Il 12 luglio 2018 è prestato dall'Everton al Galatasaray. È convocato, ma non prende parte alla Supercoppa persa ai rigori contro l'Akhisar Belediyespor. Esordisce il 10 agosto nella prima partita di Süper Lig vinta in trasferta (3-1) contro l'Ankaragücü. La settimana successiva realizza il primo gol della sua esperienza in Turchia, decidendo la gara casalinga contro il Göztepe. Termina l'annata con 14 gol in campionato e 2 in Coppa di Turchia, vincendo entrambe le competizioni.

#### Monaco e prestiti Galatasaray
Il 12 agosto 2019 lascia l'Everton, senza aver mai disputato partite ufficiali con gli inglesi, venendo acquistato per 13,5 milioni dal Monaco.
Nel mercato di gennaio della stagione 2019-2020 passa in prestito al Galatasaray.
Nel 2021 le cose vanno nella medesima maniera per lui: inizia la stagione con il Monaco, per poi venire ceduto in prestito al Galatasaray in gennaio.

#### Olympiakos
Il 1º agosto 2021 viene acquistato a titolo definitivo dall'Olympiacos. La sua esperienza greca, però, non è stata affatto positiva, riuscendo a scendere in campo per sole 14 volte senza mai gonfiare la rete.

#### Prestito all'Adana Demirspor
Dopo un periodo poco significativo in Grecia, Onyekuru si trasferisce in Turchia all'Adana Demirspor, con un prestito oneroso di 1 milione di euro.

### Nazionale
Ha esordito con la nazionale nigeriana il 1º giugno 2017 in un'amichevole vinta 3-0 contro il Togo. Convocato per la Coppa d'Africa 2019, chiusa dalle Super Aquile al terzo posto, ha disputato soltanto 12 minuti nella semifinale persa contro l'Algeria.

## Statistiche

### Presenze e reti nei club
Statistiche aggiornate al 1º marzo 2025.
| Stagione           | Squadra            | Campionato         | Campionato | Campionato | Coppe nazionali | Coppe nazionali | Coppe nazionali | Coppe continentali | Coppe continentali | Coppe continentali | Altre coppe | Altre coppe | Altre coppe | Totale | Totale | Totale |
| Stagione           | Squadra            | Comp               | Pres       | Reti       | Comp            | Pres            | Reti            | Comp               | Pres               | Reti               | Comp        | Pres        | Reti        | Pres   | Reti   |        |
| ------------------ | ------------------ | ------------------ | ---------- | ---------- | --------------- | --------------- | --------------- | ------------------ | ------------------ | ------------------ | ----------- | ----------- | ----------- | ------ | ------ | ------ |
| 2015-2016          | Eupen              | TK                 | 19         | 6          | CB              | 0               | 0               | -                  | -                  | -                  | -           | -           | -           | 19     | 6      |        |
| 2016-2017          | Eupen              | PL                 | 28+10      | 12+10      | CB              | 3               | 2               | -                  | -                  | -                  | -           | -           | -           | 41     | 24     |        |
| Totale Eupen       | Totale Eupen       | Totale Eupen       | 57         | 28         |                 | 3               | 2               |                    | -                  | -                  |             | -           | -           | 60     | 30     |        |
| 2017-2018          | Anderlecht         | PL                 | 19         | 9          | CB              | 2               | 1               | UCL                | 6                  | 0                  | SB          | 1           | 0           | 28     | 10     |        |
| 2018-2019          | Galatasaray        | SL                 | 31         | 14         | CdT             | 6               | 2               | UCL+UEL            | 5+2                | 0                  | ST          | 0           | 0           | 44     | 16     |        |
| 2019-gen. 2020     | Monaco             | L1                 | 4          | 0          | CF+CdL          | -               | -               | -                  | -                  | -                  | -           | -           | -           | 4      | 0      |        |
| gen.-giu.2020      | Galatasaray        | SL                 | 10         | 1          | TK              | 2               | 0               | -                  | -                  | -                  | -           | -           | -           | 12     | 1      |        |
| 2020-gen.2021      | Monaco             | L1                 | 4          | 0          | CF              | 0               | 0               | -                  | -                  | -                  | -           | -           | -           | 4      | 0      |        |
| Totale Monaco      | Totale Monaco      | Totale Monaco      | 8          | 0          |                 | 0               | 0               |                    | -                  | -                  |             | -           | -           | 8      | 0      |        |
| gen.-giu. 2021     | Galatasaray        | SL                 | 14         | 5          | TK              | 1               | 0               | UEL                | -                  | -                  | -           | -           | -           | 15     | 5      |        |
| Totale Galatasaray | Totale Galatasaray | Totale Galatasaray | 55         | 20         |                 | 9               | 2               |                    | 7                  | 0                  |             | 0           | 0           | 71     | 22     |        |
| 2021-2022          | Olympiacos         | SLE                | 14         | 0          | CG              | 3               | 0               | UEL                | 10                 | 1                  | -           | -           | -           | 27     | 1      |        |
| 2022-2023          | Adana Demirspor    | SL                 | 28         | 8          | TK              | 2               | 0               | -                  | -                  | -                  | -           | -           | -           | 30     | 8      |        |
| 2023-2024          | Al-Fayha           | SPL                | 27         | 10         | KC              | 1               | 0               | ACL                | 6                  | 1                  | -           | -           | -           | 34     | 11     |        |
| 2024-2025          | Al-Fayha           | SPL                | 4          | 0          | KC              | 0               | 0               | -                  | -                  | -                  | -           | -           | -           | 4      | 0      |        |
| Totale Al-Fayha    | Totale Al-Fayha    | Totale Al-Fayha    | 31         | 10         |                 | 1               | 0               |                    | 6                  | 1                  |             | -           | -           | 38     | 11     |        |
| Totale carriera    | Totale carriera    | Totale carriera    | 198        | 74         |                 | 18              | 5               |                    | 29                 | 2                  |             | 1           | 0           | 246    | 81     |        |

### Cronologia presenze e reti in nazionale
| Cronologia completa delle presenze e delle reti in nazionale ― Nigeria | Cronologia completa delle presenze e delle reti in nazionale ― Nigeria | Cronologia completa delle presenze e delle reti in nazionale ― Nigeria | Cronologia completa delle presenze e delle reti in nazionale ― Nigeria | Cronologia completa delle presenze e delle reti in nazionale ― Nigeria | Cronologia completa delle presenze e delle reti in nazionale ― Nigeria | Cronologia completa delle presenze e delle reti in nazionale ― Nigeria | Cronologia completa delle presenze e delle reti in nazionale ― Nigeria |
| Data                                                                   | Città                                                                  | In casa                                                                | Risultato                                                              | Ospiti                                                                 | Competizione                                                           | Reti                                                                   | Note                                                                   |
| ---------------------------------------------------------------------- | ---------------------------------------------------------------------- | ---------------------------------------------------------------------- | ---------------------------------------------------------------------- | ---------------------------------------------------------------------- | ---------------------------------------------------------------------- | ---------------------------------------------------------------------- | ---------------------------------------------------------------------- |
| 1-6-2017                                                               | Kigali                                                                 | Nigeria                                                                | 3 – 0                                                                  | Togo                                                                   | Amichevole                                                             | -                                                                      | 58’                                                                    |
| 10-11-2017                                                             | Costantina                                                             | Algeria                                                                | 1 – 1                                                                  | Nigeria                                                                | Qual. Mondiali 2018                                                    | -                                                                      | 71’                                                                    |
| 8-9-2018                                                               | Victoria                                                               | Seychelles                                                             | 0 – 3                                                                  | Nigeria                                                                | Qual. Coppa d'Africa 2019                                              | -                                                                      | 85’                                                                    |
| 11-9-2018                                                              | Monrovia                                                               | Liberia                                                                | 1 – 2                                                                  | Nigeria                                                                | Amichevole                                                             | 1                                                                      | 75’                                                                    |
| 13-10-2018                                                             | Kaduna                                                                 | Nigeria                                                                | 4 – 0                                                                  | Libia                                                                  | Qual. Coppa d'Africa 2019                                              | -                                                                      | 81’                                                                    |
| 16-10-2018                                                             | Sfax                                                                   | Libia                                                                  | 2 – 3                                                                  | Nigeria                                                                | Qual. Coppa d'Africa 2019                                              | -                                                                      | 81’                                                                    |
| 17-11-2018                                                             | Johannesburg                                                           | Sudafrica                                                              | 1 – 1                                                                  | Nigeria                                                                | Qual. Coppa d'Africa 2019                                              | -                                                                      | 87’                                                                    |
| 20-11-2018                                                             | Asaba                                                                  | Nigeria                                                                | 0 – 0                                                                  | Uganda                                                                 | Amichevole                                                             | -                                                                      | 75’                                                                    |
| 23-3-2019                                                              | Asaba                                                                  | Nigeria                                                                | 3 – 1                                                                  | Seychelles                                                             | Qual. Coppa d'Africa 2019                                              | 1                                                                      |                                                                        |
| 26-3-2019                                                              | Asaba                                                                  | Nigeria                                                                | 1 – 0                                                                  | Egitto                                                                 | Amichevole                                                             | -                                                                      |                                                                        |
| 8-6-2019                                                               | Asaba                                                                  | Nigeria                                                                | 0 – 0                                                                  | Zimbabwe                                                               | Amichevole                                                             | -                                                                      | 74’                                                                    |
| 16-6-2019                                                              | Ismailia                                                               | Senegal                                                                | 1 – 0                                                                  | Nigeria                                                                | Amichevole                                                             | -                                                                      | Ingresso                                                               |
| 14-7-2019                                                              | Il Cairo                                                               | Algeria                                                                | 2 – 1                                                                  | Nigeria                                                                | Coppa d'Africa 2019 - Semifinale                                       | -                                                                      | 78’                                                                    |
| 30-3-2021                                                              | Abeokuta                                                               | Nigeria                                                                | 3 – 0                                                                  | Lesotho                                                                | Qual. Coppa d'Africa 2021                                              | -                                                                      |                                                                        |
| 7-9-2021                                                               | Mindelo                                                                | Capo Verde                                                             | 1 – 2                                                                  | Nigeria                                                                | Qual. Mondiali 2022                                                    | -                                                                      | 73’                                                                    |
| 19-1-2022                                                              | Garoua                                                                 | Guinea-Bissau                                                          | 0 – 2                                                                  | Nigeria                                                                | Coppa d'Africa 2021 - 1º turno                                         | -                                                                      | 85’                                                                    |
| Totale                                                                 |                                                                        | Presenze                                                               | 16                                                                     |                                                                        | Reti                                                                   | 2                                                                      |                                                                        |

## Palmarès

### Club

#### Competizioni nazionali
- Supercoppa del Belgio: 1

Anderlecht: 2017
- Campionato turco: 1

Galatasaray: 2018-2019
- Coppa di Turchia: 1

Galatasaray: 2018-2019
- Campionato greco: 1

Olympiakos: 2021-2022